# Konrad Ludwig Schwab
Konrad Ludwig Schwab (* 11. Dezember 1780 in Kreutzberg bei Saarbrücken; † 17. November 1859 in München) war ein Professor für Tiermedizin in München.
Schwab studierte ab 1798 an der Universität München und wurde dort später Assistent und 1803 Prosektor. Zur Weiterbildung absolvierte er eine zweijährige Reise, die ihn an die Universitäten von Wien, Dresden, Berlin und Alfort führte. Nach der Ernennung zum Repetitor promovierte er 1809 in Landshut zum Dr. med.; 1810 wurde er dritter öffentlicher Professor in München. In dieser Eigenschaft musste er nicht nur über Anatomie, sondern auch über Botanik, Naturgeschichte, Diätetik, Physiologie und Gestütskunde Vorlesungen halten. Nachdem er erster Professor geworden war, erweiterte sich das Gebiet, das er zu vertreten hatte, um Pathologie, allgemeine Therapie, Arzneimittellehre, Chirurgie und chirurgische Klinik. Da für viele dieser Fächer keine oder keine zufriedenstellenden Lehrbücher vorlagen, verfasste er zahlreiche derartige Werke selbst oder übertrug fremdsprachige Werke ins Deutsche, so zwischen 1810 und 1812 die Anatomie der Haustiere von Jean Girard, die er allerdings zugleich abwandelte und um Teile über das Verdauungssystem der Wiederkäuer, über den Huf und über Embryologie erweiterte.
Ein weiteres wichtiges Werk Schwabs war das Lehrbuch der Anatomie von 1821, das 1833 eine zweite und 1839 eine dritte Auflage erlebte. Dieses Lehrwerk konzentrierte sich vor allem auf den Körperbau des Pferdes und ergänzte frühere Schriften zu diesem Thema wie etwa Anatomische Abbildungen des Pferdekörpers von 1813. Immer wieder beschäftigte er sich mit der Verbreitung von Anthrax und publizierte hierzu 1844 seine Erkenntnisse.
Schwab wurde schließlich Präfekt der Lehranstalt. Erst im Alter von 70 Jahren ließ er sich in den Ruhestand versetzen. Ein Nachruf von 1860 auf Schwab endet mit dem Satz: Schwabs Name ist daher nicht blos mit der Geschichte unserer Anstalt, als deren zweiter Begründer er angesehen werden kann, sondern mit der Geschichte der Tierheilkunde überhaupt so innig verwebt, daß ihm ein bleibender Nachruhm für alle Zeiten gesichert ist und daß er noch von der späteren Nachwelt mit Achtung und Dankbarkeit genannt wird.

## Werke
- Von der Milzseuche. Eine veterinaerische Abhandlung, Wien und Triest 1810
- Katechismus für Beschlagschmiede, oder kurzgefasster Unterricht über den Hufbeschlag, Nürnberg 1815, München 1817, 1820, 1822, 1823, 1828, Stuttgart 1845
- Materialien zu einer Pathologischen Anatomie der Hausthiere, München 1815
- Entwurf einer allgemeinen Pathologie der Hausthiere. Zur Grundlage seiner Vorlesungen an der königlich-baierischen Central-Veterinär-Schule in München bearbeitet von Konrad Ludwig Schwab, München 1818
- Lehrbuch der Anatomie der Hausthiere, München 1821
- Entwurf einer allgemeinen Pathologie der Hausthiere. Zur Grundlage seiner Vorlesungen an der königlich-baierischen Central-Veterinär-Schule in München bearbeitet von Konrad Ludwig Schwab, München² 1823
- Lehrbuch der Veterinär-Physiologie, München, 1826.
- Anleitung zur äussern Pferdekenntniss. Ein Handbuch zum Selbstunterricht und für Vorlesungen, Zürich ³1836
- Lehrbuch der allgemeinen Pathologie der Hausthiere, 4. durchges. Aufl., München 1838